# Frank Haig
Frank Rawle Haig S.J. (Filadélfia, 11 de setembro de 1928 – Filadélfia, 28 de fevereiro de 2024) foi um jesuíta e físico estadunidense. Foi o terceiro presidente da Wheeling University, de 1966 a 1972, e o sétimo presidente do Le Moyne College, de 1981 a 1987.

## Vida e formação
Haig foi irmão mais novo de Alexander Haig, que foi Secretário de Estado dos Estados Unidos no governo de Ronald Reagan, de 1981 a 1982. Haig entrou na ordem jesuíta em Wernersville, Pensilvânia, pouco depois de graduar-se na Lower Merion Senior High School em Lower Merion em 1946. Recebeu depois um B.A. no Woodstock College em 1952, uma licenciatura em filosofia no Bellarmine College em Plattsburgh em 1953 e um Ph.D. em física teórica na Universidade Católica da América em 1959. Obteve uma segunda licenciatura em teologia sagrada no Woodstock College em 1961, o ano de sua ordenação.

## Wheeling Jesuit University, Universidade Johns Hopkins e Loyola University Maryland
Haig foi membro da faculdade do Departamento de Física do Wheeling College, atual Wheeling University, em 1963, depois de um pós-doutorado na Universidade de Rochester.
Foi nomeado o terceiro presidente do Wheeling Jesuit em 1966, sucedeu ao segundo diretor da escola, padre William Francis Troy, S.J.  Haig tomou posse como presidente em 15 de julho de 1966.
Haig permaneceu presidente até sua renúncia em 21 de agosto de 1972. Foi sucedido por Charles Currie Jr., S.J. Enquanto era visitante na Universidade Johns Hopkins ingressou no Departamento de Física, Engenharia e Ciência da Computação da Loyola University Maryland, onde foi professor durante o ano acadêmico de 1980-1981.

## Le Moyne College
Haig foi nomeado presidente do Le Moyne College em Syracuse, Nova Iorque, in 1981, sucedendo o padre William J. O'Halloran, S.J. Assumiu o cargo em 1 de janeiro de 1981. Foi recepcionado formalmente como o sétimo presidente do College em 22 de janeiro de 1982. Permaneceu no cargo até 1987 e foi sucedido interinamente por James C. Finlay, S.J.